# Suso Cecchi D'Amico
Giovanna "Suso" Cecchi D'Amico, född 21 juli 1914 i Rom, död 31 juli 2010 i Rom, var en italiensk manusförfattare. Hon arbetade med i stort sett samtliga hyllade italienska filmskapare efter andra världskriget och skrev manus till många prisbelönta filmer. Hon tilldelades flera hederspriser under slutet av karriären.

## Filmografi i urval
- 1948 – Cykeltjuven
- 1951 – Miraklet i Milano
- 1952 – Den vackraste
- 1953 – Damen utan kamelior
- 1954 – Sinnenas man
- 1955 – Lockbetet
- 1955 – Väninnorna
- 1956 – Härligt att vara kvinna
- 1957 – Vita nätter
- 1958 – Kvartetten som sprängde
- 1960 – Det började i Neapel
- 1960 – Rocco och hans bröder
- 1960 – Nyårstjuven
- 1961 – Oss fiender emellan
- 1962 – Det ljuva lättsinnet (delarna "Renzo e Luciana" och "Il lavoro")
- 1962 – Salvatore Giuliano
- 1963 – Leoparden
- 1965 – Karlavagnens bleka stjärnor
- 1967 – Så tuktas en argbigga
- 1967 – Främlingen
- 1972 – Broder sol och syster måne
- 1972 – Ludwig
- 1974 – Våld och passion
- 1976 – Den oskyldige
- 1986 – Caravaggio
- 1987 – Svarta ögon
- 2001 – My Voyage to Italy
- 2006 – The Inquiry